# Orthodes adiastola
Orthodes adiastola är en fjärilsart som beskrevs av John G. Franclemont 1976. Orthodes adiastola ingår i släktet Orthodes och familjen nattflyn. Inga underarter finns listade i Catalogue of Life.